# دنی لوشیچ
دنی لوشیچ (انگلیسی: Deni Lušić؛ زادهٔ ۱۴ آوریل ۱۹۶۲) بازیکن واترپلو اهل یوگسلاوی بود.
وی در مسابقات کشوری و بین‌المللی در مجموع برندهٔ ۳ مدال طلا، ۳ مدال نقره شده‌است.